# 산사에서
《산사에서》는 1984년 8월 31일에 방영된 KBS 1TV 청소년문학관 시리즈 중 열다섯 번째 작품이다.

## 등장 인물

### 주요 인물
- 정효진
- 서영진

### 그 외 인물
- 이순재
- 김을동
- 정재순
- 남일우
- 박영목
- 홍유진
- 박용식
- 이동철
- 오중훈

## 편성 변경
- 오후 7시 50분에 8월 집중기획 《일본의 선택 - 5편 태평양에 다시 떠오른 불침 경제항모》의 편성으로 앞당겨 방송됨.